# Oscar Salomón
Oscar Rubén «Cachito» Salomón Fernández (San Lorenzo, 3 de junio de 1957) es un político y empresario paraguayo. Desde 2013 es senador nacional, por el Partido Colorado.
Anteriormente fue diputado nacional de 1993 a 2008, representando al departamento Central.

## Biografía

### Vida personal y familiar
Oscar Rubén Salomón Fernández nació en San Lorenzo, Central, el 3 de junio de 1957, hijo de Felipe Salomón y Ramona Fernández.
Salomón está casado con Gloria Núñez, su segunda esposa. Tuvo cuatro hijos con María Cristina Casola, su primera esposa: Felipe Sebastián, Oscar Iván, Charlotte Soledad y Valeria Monserrat. Felipe fue ministro secretario de la Juventud de 2018 a 2021, bajo la presidencia de Mario Abdo Benítez, y ha ejercido como intendente de San Lorenzo desde 2021.

## Trayectoria política

### Inicios
Miembro del Partido Colorado, Salomón dio inicio a su trayectoria política militando en este, llegando a ser presidente de una seccional colorada de San Lorenzo de 1992 a 1997. Fue además parte de la dirección del partido de 2001 a 2016.

### Diputado nacional (1993-2008)
Salomón fue electo diputado nacional por primera vez en 1993, representando al departamento Central. Fue reelecto en 1998 y 2003. Fue electo por sus colegas a la presidencia de la Cámara de Diputados en dos ocasiones, ejerciendo dicho cargo de 2004 a 2005 y de 2007 a 2008.

### Senador nacional (2013-)
Salomón fue electo al Senado por primera vez en 2013, siendo reelecto en 2018 y 2023. Fue electo por sus colegas a la presidencia del Senado, ejerciendo dicho cargo de 2020 a 2023.